# 婦人の肖像 (Portrait of a Lady)
『婦人の肖像（Portrait of a Lady）』（ふじんのしょうぞう ポートレイト・オブ・ア・レディー）は、原由子の4作目のオリジナル・アルバム。2022年10月19日にCD・レコード・ダウンロード配信・ストリーミングで発売された。発売元はタイシタレーベル / SPEEDSTAR RECORDS。キャッチコピーは「ヤバいよ、“原 由子”てえ奴は。」。

## 背景・リリース
前作のオリジナル・アルバム『MOTHER』から約31年ぶり、アルバムとしては『ハラッド』以来約12年ぶりとなる作品。本作の発売はサザンオールスターズのデビュー44周年となる2022年6月25日に発表された。本作では原の夫であり、共に44年間音楽キャリアを生き抜いてきた桑田佳祐が全面的にバックアップのもとで制作が行わている。本作のタイトルはグスタフ・クリムトが描いた絵画『婦人の肖像』が由来となっており、桑田によって命名された。
本作は完全生産限定盤A（CD+Blu-ray）、完全生産限定盤B（CD+DVD）、通常盤（CD）、アナログ盤（LP）の4種類が存在する。初回限定盤には過去に発売された楽曲のミュージック・ビデオと2010年に鎌倉芸術館で開催されたライブ『原由子スペシャル『はらばん』鎌倉ライブ』で披露された3曲がAはBlu-ray、BにはDVDに収録されている。原としては初となる映像作品となり、タイトルは大収穫の意味を持つ「Harvest」で、「Har(a)Vest＝原ベスト」という意味も含まれている。さらに初回限定盤A・Bと通常盤のブックレットには原自身が書き下ろしたエッセイ『婦人の肖像（Portrait of a Lady）あとがき』が掲載され、原が本作を制作するきっかけや制作の秘話、1曲ずつに対しての想いが掲載される。
本作と11月に発売される桑田のベスト・アルバム『いつも何処かで』の2か月連続リリースを記念して、両方の作品の購入者を対象にしたW購入者キャンペーンが行われる。応募者全員に、スペシャルブックレット『これからも、お互い元気に頑張りましょう!!』が2023年3月上旬に発送・プレゼントされ、桑田が原の『婦人の肖像（Portrait of a Lady）』を、原が桑田の『いつも何処かで』を語るインタビュー2本が掲載されている。
2022年8月17日には先行配信シングルとして本作に収録されている「ヤバいね愛てえ奴は」が各配信サイト・ストリーミングサイトから発売され、翌週の8月24日には本作のジャケットと告知されていなかった収録曲が全て公開された。さらに同年9月30日には本作からの先行配信として「鎌倉 On The Beach」が発売されている。

## 制作
2012年頃から原は桑田から「どんどん曲を作っておきなさいよ」といった言葉を暗示のようにかけられ、思いついたフレーズやメロディーを音声メモに録音したり譜面に書いたりして残しており、2021年7月から「温めてきた楽曲のモチーフや現在の気持ちを反映させた曲をまとめておこう」という想いからレコーディングが開始された。レコーディングが進むにつれて、原は楽曲制作、アレンジ、演奏が楽しくなったといい、さらに桑田から背中を押されたこともあり、全10曲のアルバムになったという。
本作は桑田と原が共作を行った楽曲が比較的多く収録されており、曲や詞のやりとりは主に自宅のダイニングテーブルで交わされていた。
サザンや桑田ソロのサポートメンバーとして参加している斎藤誠、曽我淳一、山本拓夫、河村“カースケ”智康、角田俊介などが本作でも参加している。

## 音楽性
本作では、ミュージシャンとしても人間としても円熟味を増した原の等身大の姿がテーマであり、「今の時代」と向き合って、洋楽曲からインスパイアを受け音楽的な実験を試みたり、現代社会へのメッセージを歌詞に込めるなど、原のパブリックイメージを大胆に刷新する内容に仕上がっている。

## プロモーション

### メディアへの出演など
2022年9月10日・10月15日・22日に放送された桑田のラジオ番組『桑田佳祐のやさしい夜遊び』（TOKYO FM）に桑田の代わりとして原がDJを務め、本作の制作やきっかけ、レコーディングの裏話などが原本人から語られた。
同年10月8日には、東京・愛知・大阪・北海道・福岡の全国5都市の映画館で「原由子『婦人の肖像（Portrait of a Lady）』 “ヤバい”最速先行試聴会」というタイトルで本作の視聴会が開催された。視聴会には『桑田佳祐のやさしい夜遊び』のリスナー及びサザンのファンクラブ会員が抽選で無料招待された。
同年11月3日の14時から17時にはJFN38局にて『FMフェスティバル2022 ～原 由子のGood Times Radio～ときどき(!?) 何処かで桑田佳祐』が放送され、原および桑田のソロ活動に焦点を当て、進行役を住吉美紀、ゲストインタビュアーを亀田誠治が務め、原との対談が行われた。また、桑田も随所でコメント出演している。

#### テレビ放送
2022年10月18日放送のTBS系列のバラエティ番組『マツコの知らない世界』に原がゲスト出演し、鎌倉・湘南をテーマにした楽曲でご飯を食べさせてもらっていることや、自身が長年熱中しているハイキングコース、鎌倉と縁深いサザンとソロの楽曲の誕生秘話などについてのトークを番組司会のマツコ・デラックスと繰り広げられた。なお、原がソロでバラエティ番組に出演するのは約12年ぶりとなる。
発売日である10月19日には、テレビ朝日系列のトーク番組『徹子の部屋』にてゲスト出演し、番組司会の黒柳徹子とはサザンのデビュー当時の思い出や原のルーツ、サザンの命名のきっかけや桑田と黒柳の親交などが語られた。
同年10月30日に放送されたテレビ朝日系列のバラエティ番組『関ジャム 完全燃SHOW』では本作の発売を記念して原の特集が放送され、本作の制作秘話が原本人によって語られ、桑田からの特別コメントも放送された。スタジオゲストには曽我に加え、サザンのサポートキーボーディストでアレンジャーとしても参加している片山敦夫とサザンのファンであることを公言している本間昭光が参加している。

### テレビ披露
| 放送日         | 番組名               | 放送局 | 披露曲                                                                       | 出典   |
| -------------- | -------------------- | ------ | ---------------------------------------------------------------------------- | ------ |
| 2022年10月11日 | うたコン             | NHK    | 「Good Times～あの空は何を語る」                                             | [ 32 ] |
| 2022年10月18日 | マツコの知らない世界 | TBS    | 「鎌倉 On The Beach」                                                        | [ 33 ] |
| 2022年10月20日 | SONGS                | NHK    | 「花咲く旅路」 「スローハンドに抱かれて（Oh Love!!）」 「鎌倉 On The Beach」 | [ 34 ] |

## 批評
原は「コロナ禍で世界情勢も変わり不安が多くなる中で、改めて幼少期よりさまざまな音楽に触れ励まされてきたこと、今なお音楽活動を続けていられることのありがたさを実感しました」とコメントしており、本作に対しては「次の世代にも音楽の素晴らしさが伝わりますように、そして自由に音楽を聴ける平和な世の中が続くことを願いながら、このアルバムをお届けします。十曲十色の世界を楽しんでいただけましたら幸いです」と公言している。
桑田は本作に対して「代理・サザンオールスターズのニューアルバムだと思っていただいきたい」と公言している。

## 収録曲

### CD
1. 千の扉〜Thousand Doors (3:44)
（作詞：森雪之丞 / 作曲：原由子 / 編曲：原由子&桑田佳祐&曽我淳一）
NHKの音楽番組『みんなのうた』2022年10月・11月放送楽曲。
歌詞には「少し歩みを止めることで、またよりよい未来への千の扉が開いていくよ」という意味が込められている[10]。森が原の楽曲の作詞に関わるのは前作『MOTHER』に収録された「お涙ちょうだい」以来31年振りであった[14]。
メロディーは軽快なポップソングとなっており[10]、あえてピアノは入れずストリングス中心のサウンドになっている[35]。
俳優の古田新太は本楽曲を気に入っており、「めっちゃ可愛くてスゴイと思っていた」と語っている[36]。
2022年10月15日に放送された『桑田佳祐のやさしい夜遊び』にてフルサイズの音源が初オンエアされた[25]。
2. オモタイキズナ (4:30)
（作詞：桑田佳祐 / 作曲：原由子&桑田佳祐 / 編曲：原由子&桑田佳祐&曽我淳一）
ある物語のイメージ[注釈 5]で桑田が歌詞を書いた楽曲[35]。曲の原型は原が作り、Aメロは桑田が「こうしてみたら?」とアドバイスして書いた[14]。大サビのラップは桑田がスタジオで急に思い立ち即興で収録したもの[35][36]。
2022年10月1日に放送された『桑田佳祐のやさしい夜遊び』にて初オンエアされた[37]。
3. Good Times～あの空は何を語る (3:45)
（作詞・作曲：原由子 / 編曲：原由子&曽我淳一）
原がギターで作曲した楽曲[38]。歌詞の内容は当初は学生時代を歌った楽しいものにするつもりだったが、制作期間中にロシアによるウクライナ侵攻が始まったため、あえて時勢を映し出すものにした[35]。
本作に収録されている楽曲の中で桑田が唯一、楽曲制作およびサポートメンバーとして参加していない楽曲である[39]。
2022年9月17日に放送された『桑田佳祐のやさしい夜遊び』にて初オンエアされた[38]。
4. 旅情 (4:28)
（作詞：桑田佳祐 / 作曲：原由子&桑田佳祐 / 編曲：原由子&曽我淳一）
Aメロ・Bメロは原、サビは桑田が作曲し[注釈 6]、尺八のフレーズは曽我淳一と原による合作となっている[40][35]。歌詞は当時桑田が平岩弓枝の小説を読んでいたことが影響しており「昭和の『平岩弓枝ドラマシリーズ』じゃないけど、主人公を旅に出して、故郷を振り返らせたかったんですね」と語っている[14]。当初はジャスティン・ビーバーのような曲調を目指していたが、Bメロを作っていくうちにキャロル・キングのようになり、サビが出来た際に現在の形になった[40][35]。
かねてから桑田は原の声の魅力の一つとして「日本の原風景を感じさせる要素がある」と考えており、本楽曲を「そんな彼女の声からメロディと言葉が引き出されたような曲」と語っている[14]。原は本楽曲を「すごい日本的な感じの曲」「天の声さん（桑田）が旅に出たくなるような素敵な秋の歌にしてくれた」と評価している[40][35]。
2022年10月15日に放送された『桑田佳祐のやさしい夜遊び』にて初オンエアされた[25]。
5. スローハンドに抱かれて（Oh Love!!） (4:11)
（作詞：桑田佳祐 / 作曲：原由子 / 編曲：原由子&桑田佳祐&曽我淳一）
グループ・サウンズや昭和歌謡を想起させるバンドサウンドで、しなやかなメロディラインが印象的なポップチューンに仕上がっている[2]。歌詞は、エリック・クラプトンがモチーフとなっており、「スロウハンド」と呼ばれるエリック・クラプトンの音楽遍歴、恋愛遍歴を交えたストーリーを描いている[2]。
「ヤバいね愛てえ奴は」と同様に2022年6月25日放送の『桑田佳祐のやさしい夜遊び』にて初オンエアされた[41][42]。
音楽ライターの森朋之はサーフロック的な匂いをふりまく音像を含め、湘南サウンドの最新バージョンと評価している[2]。
本作の発売日である同年10月19日にミュージック・ビデオ（MV）がYouTubeにて公開され、1960年代のロックが持つ独特のサイケデリックな世界観を表現している。MV内には原やバンドメンバーの演奏シーンに加え、俳優の遠藤憲一と森田想が出演しており、遠藤演じるしがないサラリーマンの父親と、森田演じる真面目だけど音楽にのめり込む娘の何気ない親子関係を描きつつもストーリーは思わぬ展開があるホームコメディー仕立てとなっている[19]。
6. ぐでたま行進曲 (3:10)
（作詞・作曲：原由子 / 編曲：原由子&曽我淳一）
Netflixシリーズ『ぐでたま～母をたずねてどんくらい～』主題歌。
タイアップの話をもらい検討していた時期に、散歩中にサビのフレーズが浮かんだ旨を語っている[43]。桑田は本楽曲について「原さんのレパートリーでは『かいじゅうのうた』に匹敵するアナーキーさだと思う。この発想は僕からは到底出てこない」と評している[14]。
2022年10月8日に放送された『桑田佳祐のやさしい夜遊び』にて初オンエアされた[44]。
同年12月14日にミュージック・ビデオがYouTubeで公開され、ドラマの映像の一部が使用された[45]。
7. 夜の訪問者 (4:14)
（作詞・作曲：桑田佳祐 / 編曲：桑田佳祐&曽我淳一 / 管編曲：山本拓夫&曽我淳一）
浅川マキの楽曲の世界観をイメージして桑田が制作した。原は本楽曲について「ちょっとサスペンスみたいな、アングラのお芝居に出てくるようなストーリーみたいなもの。ちょっとドロドロしてるけどなんか面白い、みたいな世界観を、次の世代にも残したいみたいな思いもあったんじゃないかと思うんですよね」と分析している[43]。
2022年9月10日に放送された『桑田佳祐のやさしい夜遊び』にて初オンエアされた[24]。
8. ヤバいね愛てえ奴は (3:37)
（作詞・作曲：桑田佳祐 / 編曲：桑田佳祐&原由子&曽我淳一 / 弦編曲：原由子&曽我淳一）
先行配信された3作目の配信シングル。
9. 鎌倉 On The Beach (4:17)
（作詞：原由子&桑田佳祐 / 作曲：原由子 / 編曲：原由子&桑田佳祐&曽我淳一 / 管編曲：原由子&曽我淳一&山本拓夫）
本人出演のユニクロ「Life Wear/スフレヤーンニット 試着してみたら編」CMソング[46]。
原がソロとしてテレビCMに出演するのは2004年以来で、ユニクロのCMで初となる綾瀬はるかとの共演となった[46]。
桑田からの提案もあり、原はサザンとして1985年に発売されたアルバム『KAMAKURA』に収録されている楽曲「鎌倉物語」の続編をイメージして本楽曲を制作している[14][3]。本楽曲も自宅のダイニングで歌詞が練られており、原がサビの歌詞に困ると、桑田が"幽玄の風"や"盂蘭盆会の参道"などのフレーズのアイディアを提供した[14]。歌詞には鎌倉市にある鶴岡八幡宮の大イチョウが登場している[33]。
「夜の訪問者」と同様に2022年9月10日放送の『桑田佳祐のやさしい夜遊び』にて初オンエアされ[24]、上記の通り同年9月30日には先行配信が開始された[3]。
同年10月7日にはミュージック・ビデオがYouTubeで公開され、内容は原の弾き語りシーンと神奈川県鎌倉市の情景で構成されており、楽曲の中で描かれている鎌倉散策を追体験するかのような映像になっている[47]。
10. 初恋のメロディ (4:30)
（作詞：桑田佳祐&TIGER / 作曲：原由子 / 編曲：原由子&桑田佳祐&曽我淳一 / 弦編曲：原由子&曽我淳一）
エルトン・ジョンの作風を意識して制作した楽曲。歌詞は原によると『既に別れてしまった初恋の人を思う』ものであり、そういった内容を自身で描くのが照れ臭かったためTIGERに作詞を依頼し、原型となる「いそしぎ」という曲が制作されたのち、桑田と打ち合わせをしながら内容を広げていった[14][48]。

### Blu-ray・DVD
- 初回限定盤A・Bのみ収録。カッコ内は初盤発売年[15]。既発曲の解説は各収録作品を参照のこと。

ミュージック・ビデオ
1. あじさいのうた（1987年）
2. ガール（GIRL）（1988年）
3. ためいきのベルが鳴るとき（1989年）
4. 愛して愛して愛しちゃったのよ（1990年）
5. じんじん（1991年）
6. 涙の天使に微笑みを（1997年）
7. 太陽は泣いている（2002年）
8. 東京タムレ（2002年）
9. 夢見るアニバーサリー（2004年）
10. 夢をアリガトウ（2009年）
11. 京都物語（2010年）

ボーナストラック（原由子スペシャル『はらばん』鎌倉ライブ）
1. いちょう並木のセレナーデ
2. ハートせつなく
3. 恋は、ご多忙申し上げます

## 参加ミュージシャン
| - 千の扉〜Thousand Doors - 原由子：Vocal,Synth-Oboe & Backing Vocal - 桑田佳祐：Electric Guitar & Tambourine - 曽我淳一：Synthesizer, Rhythm & Computer Programming - 斎藤誠：Electric Guitar - 金原千恵子ストリングス：Strings - オモタイキズナ - 原由子：Vocal, Piano & Backing Vocal - 桑田佳祐：Electric Guitar, Rap & Backing Vocal - 曽我淳一：Synthesizer, Rhythm & Computer Programming - 斎藤誠：Electric Guitar - Good Times～あの空は何を語る - 原由子：Vocal, Mellotron-Flute & Backing Vocal - 曽我淳一：Organ, Synthesizer & Computer Programming - 斎藤誠：Acoustic Guitar - 角田俊介：Fretless Bass - 成田昭彦：Bongo & Djembe - 旅情 - 原由子：Vocal, Piano, Synth-Shakuhachi, Synthesizer & Backing Vocal - 桑田佳祐：Acoustic & Electric Guitars & Tambourine - 曽我淳一：Organ, Synthesizer & Computer Programming - 斎藤誠：Acoustic & Electric Guitars - 角田俊介：Bass - 河村"カースケ"智康：Drums - スローハンドに抱かれて（Oh Love!!） - 原由子：Vocal, Wurlitzer & Backing Vocal - 桑田佳祐：Electric Guitar, Hand Claps & Backing Vocal - 曽我淳一：Organ, Harpsichord & Computer Programming - 斎藤 誠：Electric Guitar - 角田俊介：Bass - 河村"カースケ"智康：Drums & Tambourine - 山本拓夫：Tenor Saxophone | - ぐでたま行進曲 - 原由子：Vocal, Electric Piano, Ukulele, Synth-Recorder & Backing Vocal - 曽我淳一：Synthesizer, Rhythm & Computer Programming - 斎藤誠：Ukulele - MCキッズ Boys & Girls：Backing Vocal - 桑田佳祐：Backing Vocal - 夜の訪問者 - 原由子：Vocal & Backing Vocal - 曽我淳一：Acoustic Piano & Computer Programming - 斎藤誠：Electric Guitar - 角田俊介：Wood Bass - 河村"カースケ"智康：Drums - 成田昭彦：Percussion - 山本拓夫：Tenor Saxophone - 西村浩二：Trumpet - 村田陽一：Trombone - ヤバいね愛てえ奴は - 原由子：Vocal & Backing Vocal - 曽我淳一：Synthesizer & Computer Programming - 斎藤誠：Acoustic Guitar & Stomp - 金原千恵子：Violin - 笠原あやの：Cello - 鎌倉 On The Beach - 原由子：Vocal, Piano, Solina & Backing Vocal - 桑田佳祐：Electric Guitar, Tambourine & Backing Vocal - 曽我淳一：Synthesizer, Rhythm & Computer Programming - 斎藤誠：Electric Guitar - 山本拓夫：Soprano & Tenor Saxophones - 西村浩二：Trumpet - 初恋のメロディ - 原由子：Vocal, Electric Piano, Celesta, Synth-Flute & Backing Vocal - 曽我淳一：Synthesizer & Computer Programming - 斎藤誠：Acoustic & Electric Guitars - 角田俊介：Bass - 金原千恵子ストリングス：Strings |